# جفرسون-لی ژوزف
جفرسون-لی ژوزف (انگلیسی: Jefferson-Lee Joseph؛ زادهٔ ۲۹ اوت ۲۰۰۲) بازیکن راگبی ۱۵ نفره گوادلوپی‌تبار اهل فرانسه است.
وی همچنین در تیم ملی راگبی ۷ نفره فرانسه بازی کرده است.
وی در مسابقات کشوری و بین‌المللی در مجموع برندهٔ ۱ مدال طلا شده است.